# Kappa Arietis
Kappa Arietis (κ Ari, κ Arietis) é uma estrela binária na constelação de Aries. Está a aproximadamente 182 anos-luz (56 parsecs) da Terra. A magnitude aparente do par é de 5,02, podendo ser visto a olho nu em boas condições de visualização. Kappa Arietis é uma binária espectroscópica de linha dupla com ambos os componentes apresentando as propriedades espectrais de uma estrela com linhas metálicas, ou estrela Am. Eles possuem praticamente a mesma luminosidade e a razão de sua massa é 1,03; muito próxima de igual. Seu período orbital é de 15,2938 dias e sua excentricidade é de 0,61.